# RetroShare
RetroShare é um programa de computador open source para criptografia de compartilhamento de arquivos, mensagens instantâneas, chat online, e BBS,  sem servidor de e-mail, baseada em rede do tipo amigo para amigo construída sobre o GNU Privacy Guard (GPG). Não é estritamente uma darknet desde que opcionalmente, os colegas podem comunicar certificados e endereços IP a partir de e para os seus amigos.

## História
Ele tem sido um ''build'' não oficial para o computador de placa única Raspberry Pi, denominada PiShare, a partir de 2012.
O site 'PRISM Break" tem recomendado RetroShare para compartilhamento de arquivos anônimo desde 2013.
No dia 4 de novembro, 2014, RetroShare marcou 6 dos 7 pontos no scorecard da Electronic Frontier Foundation's na categoria mensagens seguras. Ele perdeu um ponto, porque não tem havido uma auditoria de código recente e independente.

## Recursos

### Autenticação e conectividade
Após a instalação inicial, o usuário gera um par de chaves de criptografia (GPG) com RetroShare.
Depois de autenticação e troca de uma chave assimétrica, o OpenSSL é usado para estabelecer uma conexão, e para uma criptografia de fim a fim. Amigos de amigos não pode se conectar por padrão, mas podem ver uns aos outros, se o usuário permite isso.
O suporte IPv6 está prevista para o RetroShare 0.6 ramo de lançamento com um possível lançamento em 2016.

### Partilha de ficheiros
É possível compartilhar pastas entre amigos. Transferência de arquivos é realizada usando um sistema de enxertia multi-hop (inspirado em "Salto de Tartaruga" recurso do projeto Turtle F2F, mas implementadas de forma diferente). Em essência, os dados só são trocados entre amigos, embora seja possível que a fonte final e o destino de uma dada transferência seja a vários amigos de distância. Uma função de realizar pesquisa anônima multi-hop é outra fonte de encontrar arquivos na rede.
Os arquivos são representados por seus valores SHA-1 hash, e HTTP-compatível com arquivos e links podem ser exportados, copiado e colado dentro/para fora do RetroShare para publicar a sua localização virtual para a rede RetroShare.

### Comunicação
Os serviços que RetroShare oferece para a comunicação são:
- de bate-papo privado
- um sistema de e-mail privado permite a comunicação segura entre amigos conhecidos e amigos distantes
- lobbies públicos e privados de bate-papo multi-usuário
- um fórum do sistema, permitindo fóruns anônimos e autenticados que distribui mensagens de amigos para amigos
- um sistema de canal oferece a possibilidade de download automático de arquivos postados em um canal para cada peer inscrito, semelhantes aos feeds de RSS
- um sistema de links postados, onde links para informações importantes podem ser compartilhados
- chamadas VoIP
- Chamadas de vídeo (desde a versão 0.6.0)
- Suporte a redes Tor e I2P, para mais anonimato (desde a versão 0.6.0).

### Interface do usuário
O núcleo do programa RetroShare é baseado em uma biblioteca off-line, na qual dois executáveis estão ligado:
- uma interface de linha de comando executável, que oferece quase nenhum controle, mas é útil para executar em um servidor 'headless'
- uma interface gráfica de usuário escrita em Qt 4, que é o que a maioria dos usuários usa. Além de funções bastante comum a outros software de compartilhamento de arquivos, como um guia de pesquisa e visualização de transferências, RetroShare dá aos usuários o potencial para gerenciar sua rede, coletando informações opcionais sobre o vizinho, amigos e visualizando-o como uma matriz de confiança ou como uma rede dinâmica de gráfico. A aparência pode ser alterada, escolhendo um das várias folhas de estilo disponíveis.

### O anonimato
A estrutura de rede de amigo para amigo do RetroShare torna difícil de se intrometer e dificilmente possível monitorizar a partir de um ponto de vista externo.[carece de fontes?]
O grau de anonimato pode ser melhorada através da desativação do DHT e serviços de trocas de certificado/IP, tornando a rede RetroShare uma verdadeira Darknet.
Amigos de amigos não podem se conectar diretamente uns com os outros; no entanto, existe a possibilidade de anonimamente partilhar ficheiros com amigos de amigos, se habilitado pelo usuário. Pesquisa, acesso, e tanto o upload quanto o download destes arquivos é feito através de "encaminhamento", através de uma série de amigos. Isto significa que a comunicação entre a fonte de dados (o autor) e o destino dos dados (downloader) é indireta, através de amigos em comum. Embora os amigos intermediários não possam determinar a fonte original ou destino final, eles podem ver a sua ligação mais próxima na cadeia de comunicação (seus amigos). Devido a criptografia do fluxo de dados, apenas a origem e o destino final são capazes de ver quais dados são transferidos.